# 교식통궤
《교식통궤》(交食通軌)는 조선의 천문학자인 이순지와 김담이 명나라의 《대통력통궤》를 조선의 실정에 맞게 편찬한 역법서이다. 규장각에 소장되어 있다.